# Fact Check Explorer

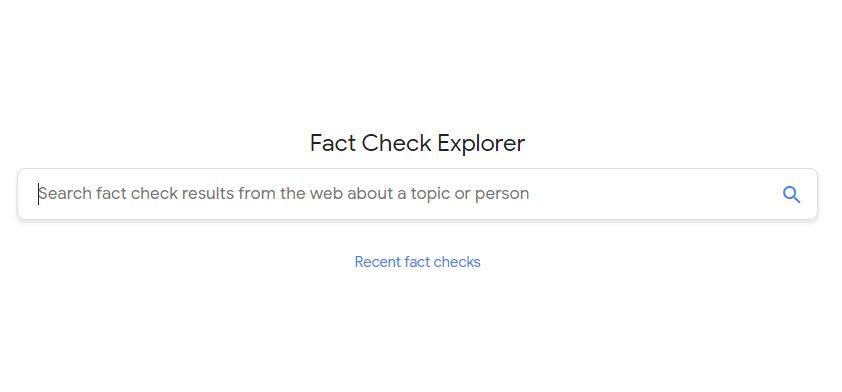
Captura de pantalla de la pàgina principal de la seva web

Fact Check Explorer és l'última eina que ha llançat Google per lluita i combatre i les Fake News. És un buscador que troba fets, veritats que responen a mentides o desinformació trobada en mitjans de comunicació o xarxes socials.

## Història
Mai s'havia tingut accés a tanta quantitat d'informació i amb tanta facilitat com avui en dia. I és tan fàcil accedir a la informació com generar-la, i tot i que la majoria de mitjans tinguin com a propòsit aportar notícies veraces als seus usuaris, altres tenen propòsits menys lloables, com ara canviar l'opinió dels seus visitants encara que això impliqui manipular la realitat o, directament, mentir. I considerant que, en aquests temps les notícies donen la volta al món en qüestió de segons, resulta bastant senzill per a alguns estendre notícies falses per obtenir "clicks" o emprendre campanyes de desinformació. Les Fake News no és una cosa nova del segle xxi, sinó que sempre han estat allà. El que passa és que les xarxes socials en faciliten la seva propagació, però per altra banda també les poden combatre.
És per això que des de ja fa anys existeixen llocs que vetllen i treballen per combatre les Fake News i ara és Google qui se suma a la llista amb la seva eina "Fact Check Explorer".

## Característiques i funcionament
Fact Check Explorer és la eina més destacada que ha llençat Google en la seva lluita contra les notícies falses. Aquesta està disponible per a qualsevol usuari, si més no el seu propòsit principal es donar servei a periodistes, investigadors i comprovadors de fets, aquesta última figura molt popular en el món anglosaxó però que comença a sorgir i a créixer en el món hispanoparlant.
És un buscador que troba fets o informació que provenen de mentides o desinformació trobades en els mitjans de comunicació o xarxes socials. Ens permet buscar segons el país, ciutat, nom de personatge famós, polític o responsable públic, tema d'interès... I en els resultats trobarem etiquetes per centrar la nostra cerca en temes més concrets. La seva pàgina web és un lloc amb tota l'estètica d'un cercador corrent, minimalista i amb un ús bastant simple. A l'ingressar veurem una barra de cerca on haurem d'ingressar la notícia o els termes relacionats per obtenir com a resultat les diferents publicacions al respecte, acompanyades d'un "rating" que indica la veracitat de la informació.
En el moment d'escriure aquestes línies, aquest "buscador de veritats" ens proporciona resultats en anglès i espanyol, de manera que també podem filtrar per notícies en un o altre idioma.
En quant als resultats, aquesta eina és bàsicament el buscador genèric de Google adaptat a fonts concretes, en aquest cas verificadors de fets com AFP Factual, Maldita.es, Chequeado, Animal Político o Newtral, i altres serveis que analitzen informacions en espanyol i indiquen si aquestes són certes o no o fins a quina grau hi ha hagut una confusió o una dada incorrecta. En anglès, es tenen en compte verificadors com ara Facttly, PolitiFact, The Quint o AFP Fact Check. Però per formar part dels resultats que apareixen en aquest cercador, s'han de seguir unes normes que recopilen i recullen en aquest enllaç o empleen l'eina Fact Check Markup Tool.
El seu funcionament és molt àgil i cercar informació se'ns fa molt fàcil. Si, per exemple, busquem “Donald Trump” trobarem les últimes informacions relacionades. En anglès, en el moment d'escriure aquestes línies, un usuari de Facebook afirma que el cost del mur que Trump vol construir en la frontera amb Mèxic serà més barat que el lloc web del pla Obamacare. PolitiFact, en aquest cas, ens explica perquè aquesta afirmació es falsa. O un altre exemple seria a Espanya, on circula per les xarxes socials una queixa que diu “Espanya cobrarà per tràmits en el Registre Civil”. En aquest cas serà AFP Factual qui explicarà amb detalls que aquesta informació es falsa.
Així mateix, podem accedir a cada una de les fonts que desmenteixen les dades, conformades per altres llocs per a descobrir rumors que circulen per internet i altres mitjans representatius per la seva credibilitat.
D'aquesta senzilla manera, pots verificar qualsevol dada que llegeixes per Internet i estar al cas d'informació completament veraç i també estar al cas de tota aquella que no ho és, que és molta.